# 丘師利
丘師利，鮮卑族人，河南洛陽人，隋唐之間的著名軍事人物，隋末曾跟隨何潘仁割據一方，後加入以平陽昭公主為首的「娘子軍」，協助唐朝統一中國，唐朝統一後，步入唐朝官職，最終累官至左監門大將軍、冀州刺史、襲譚國公。
其父親丘和為隋朝末年長江中下游的割據政權之一的蕭銑旗下的交趾總管，弟弟丘行恭累官至左右武侯大將軍、陝州刺史、天水襄公，和其一樣同為隋末唐初有名的軍事人物。

## 瓜分鄠縣
隋煬帝大業末年，隨著隋煬帝三次北伐高麗，並且持續興建數條大運河等重大公共建設，人民不滿的情緒逐漸湧上心頭，西元六百一十一年（隋大業七年），王薄在長白山開了第一槍，當地農民迅速武裝起義反抗隋朝，隨著隋朝中央政府的勢力衰弱，各地勢力亦抓緊機會，趁機逐漸脫離隋朝，反抗隋朝的義軍、農民軍和各方豪強趁勢崛起，共同瓜分隋朝的領土，趁此機會，丘師利與其弟弟丘行恭在郿城一帶聚兵自保，在此割據一方，攀附於當地武裝勢力何潘仁的手下，與此同時，丘師利兄弟、李仲文、向善志等人割據整個鄠縣（今陝西戶縣）。

## 加入唐軍
西元六百一十七年（隋大業十三年），唐高祖李淵於晉陽起兵反抗隋朝政府，史稱晉陽起義，各地響應，李淵第三女，也就是後來的平陽昭公主和她的丈夫，柴紹，在聽聞此事後，也有意響應，由於必須從被隋兵掌控的長安離去，為求隱密及安全，柴紹孤身一人離開長安，留下平陽昭公主待在長安，讓她自行打算，後來，在平陽昭公主的家奴馬三寶的建議下，平陽昭公主避居到鄠縣，當時，當地武裝勢力何潘仁自己擁兵為重，在當地濫殺百姓、自稱總管，在平陽昭公主的建議下，公主的家奴馬三寶善用平陽昭公主的建議，趁機誘惑且招降何潘仁，隨後不久，何潘仁和平陽昭公主共組聯軍，一同攻入鄠縣，攻打割據在此殘存勢力，聯合軍威震丘師利兄弟、李仲文、向善志等義軍部眾，衝突過後，丘師利和弟弟丘行恭一同加入以公主為首的聯合軍，號曰「娘子軍」，勢力一度到達七萬人，聯合軍勢如破竹，順利攻下關中許多重點地區，威震整個關中。
李淵在聽到這件消息，感到相當開心，「娘子軍」收復關中許多地區以後，李淵派遣其子李世民與平陽昭公主的勢力會合，「娘子軍」聯合軍隊和李世民於渭河北岸會合，準備一同攻擊長安城，丘師利兄弟兩人合作，一舉攻入長安，聯合軍隊依序擊倒割據在此的薛舉、劉武周、王世充、竇建德等各種勢力，隨後不久，整個關中便在唐朝聯合軍隊努力下，正式統一。

## 對陣蕭銑
西元六百二十一年（唐武德四年），已平定華北的唐軍準備南下攻擊割據長江中下游以及交趾地區的蕭銑勢力，唐朝水軍順利擊敗蕭銑勢力，在多次逃竄仍無計可施的狀況之下，蕭銑兵敗，投降唐朝政府，身為蕭銑旗下勢力、丘師利之父丘和所控制下的交趾地區亦歸順唐朝，唐朝為表敬意，要求李道裕即刻冊封丘和為交州大總管，封爵譚國公，並要求丘和入朝覲見，丘和乃派遣高士廉入朝覲見，與此同時，唐朝政府則派遣丘和的大兒子，即丘師利來迎接來晉見的高士廉。

## 步入朝廷
西元六百二十四年（唐武德七年），唐朝基本統一，在此樂觀情形之下，唐高祖李淵開始獎賞這些幫助他打下天下的義軍領袖，丘師利亦開始步入唐代的官職體系，最終累官至左監門大將軍、冀州刺史，並在其父丘和死後繼承譚國公之稱號。不過，以丘師利為首、協助唐朝打下天下的義軍將領曾經對李淵的獎賞分派有所不滿，認為以自己的功勞應該可以再好一點，不過，在見證李淵責備同樣不滿分配的李神通後，丘師利為首等人自嘆曰：「陛下公平地分配賞賜，不獨厚自己的親屬，我們又怎麼可以亂說話呢？」等話作結，至此不再對李淵的行賞有所不滿。